# 新 鬼武者 DAWN OF DREAMS
『新 鬼武者 DAWN OF DREAMS』（しん おにむしゃ DAWN OF DREAMS、英：Onimusha: Dawn of Dreams）は2006年1月26日にカプコンからPlayStation 2用タイトルとして発売されたアクションロールプレイングゲーム。
『3』において信長が左馬介に討たれた後、豊臣秀吉の治世となった慶長3年（1598年）が舞台。主人公は灰燼の蒼鬼（かいじんのそうき）の異名を持つ結城秀康。前3作からの続編ではないが、『2』の主人公である十兵衛の孫の柳生十兵衛 茜が登場するなどシリーズ全体の繋がりを意識したものになっている。
オープニングテーマは「Startin'」、エンディングテーマは「rainy day」で、いずれも浜崎あゆみが担当。
関連プロジェクトとしてコミック、ドラマCD、インターネットでの映像配信が展開された。

## 内容
全3作と同様に「破魔鏡」を利用して武器・防具の強化や技の強化・取得をすることができ、攻撃方法も「蹴り」「一閃」が継続して採用されたほか、「魂吸収」、吸収によって放てる技「鬼戦術」も継続している。
一方で変更された点として、前3作品のキャラクターが使用する武器は平均して5つほどであり、多くとも隠し武器などを含めて『鬼武者3』の主人公、明智左馬介の10個であった。しかし今作品では武器は購入ができ、一人あたりの取得武器が30個超と大幅に増加された。更に武器レベルも過去最大が3だったのに対し今回は最大レベルが10。防具に至っては最大レベルが100とやり込み度が上がっている。また手に入れたアイテムを組み合わせ、新たなアイテムを作り出す「錬成」が実装された。
また前3作においても仲間キャラクターを操作してゲームを進められたが、今作では従者との協力プレイによって攻略する「従者システム」が実装され、仲間に命令を出すことが可能となったほか、仲間キャラクターとの操作の切り替えをいつでも行える。この従者システムを利用することで2人のキャラクターの鬼戦術を同時に発動させる「合体鬼戦術」が利用できる。操作可能なキャラクターには「柳生 十兵衛 茜」のほか淀君の妹の「お初」、ルイス・フロイスを養父に持つ「ロベルト」、「天海」が用意されている。
その他にも「鬼武侠」と呼ばれる本編中随所に挿入されるミニゲームの追加、種類が増えて、連撃も可能になった一閃システム、「戻り移動」によって以前プレイしたステージに戻り入手できなかったアイテムを入手できる、コマンドの入力によって技を発動するなどがある。

## あらすじ
本作は複数話で構成されている。前3作に登場した織田信長は前作までの主人公である鬼武者・明智左馬介、柳生十兵衛らによって本能寺で討伐され、幻魔も姿を消し、代わりに豊臣秀吉が天下を統一したが、1596年に紅の妖星が天に出現したのを契機に秀吉は豹変、天変地異が頻発し、それに合わせて幻魔も出現するようになった。
第1話は1596年の大阪・堺が舞台で、巨大地震後に出現した幻魔兵の大群に豊臣の家紋を見つけた蒼鬼が激怒し襲い掛かる。
第2話は1596年の駿河・原が舞台で、豊臣の家紋入りの荷車を引く武者の塙 団右衛門と蒼鬼が戦い、勝利した蒼鬼は桜の木を焼き始める。
第3話は蒼鬼が桜の木を焼いて数日後の駿河・原が舞台で、幻魔の大群が迫る中、蒼鬼を敵と勘違いした柳生 十兵衛 茜と戦う。

## 登場人物
蒼鬼
声 - 楠田敏之
主人公。黒き鬼の力を持つ、最強にして最悪の戦士。
本名は結城秀康。かつては自らを嫌う実父・徳川家康から豊臣秀吉に人質として差し出され、養子となり武将として活躍するが、結城家当主として大陸へ出兵しそこで地獄のごとき戦場を目の当たりにする。これを機に剣を捨てようとするが秀吉の野望を知り、堺を襲撃する幻魔を相手に剣を振るい戦う。それから2年後の1598年、秀吉による醍醐の花見が催されそうとする中、ただ一人幻魔樹を焼き払い幻魔を倒す旅に出る。
二本の大太刀を自在に振るう鬼神の如きその様から「灰燼の蒼鬼（かいじんのそうき）」と呼ばれる。
純粋な日本人でありながらロベルトに近い亜麻色の髪をしているが、その理由は鬼の一族を生み出した黒き破壊神の生まれ変わりであるため。
お初との会話によると、結城家当主や下総国領主としての役割は、影武者にした双子の弟･永見貞愛に託しているとのこと。貞愛自身が理想の国を作るとやる気になっていることや、秀吉が元養子であった秀康に背かれているということで、影武者の件は一般には秘匿されている。
秀吉を憎み切ることができず、死に際の秀吉に対して悲しげに「親父」と呼んでいる。
柳生十兵衛 茜
声 - ゆかな
14歳。十兵衛の名を受け継ぐ、秀でた剣才を持つ少女。『2』の主人公・柳生十兵衛の孫に当たる。
柳生一族で希に出現する鬼ノ眼を持って生まれた、柳生制剛流抜刀術免許皆伝。
一族を裏切った柳生宗矩を捜して諸国を巡る旅の途中、桜を狩る物の怪の噂を聞いて駿河の原の街道へ立ち寄り、そこで蒼鬼と出会う。次第に蒼鬼を慕い｢アオニィ｣と呼ぶようになる。
武器は居合刀。主に柳生制剛流抜刀術や体術を操る。鬼ノ眼をもち、覚醒すると敵の動きがスローモーションになる。
お初
声 - 小林沙苗
秀吉の側室である淀殿の妹で、オユウの娘。蒼鬼とは幼馴染で、彼に一途な恋心を抱く。
身体は、蒼鬼や彼女を監視するべく、秀吉や宗矩によって幻魔蟲を宿されている。それにより悲しい葛藤を強いられることになるが、比叡山で鬼武者の力を覚醒した蒼鬼に浄化され、事なきを得た。
隠居した雑賀衆の元頭領・雑賀孫市（『2』に登場したマゴイチと同一人物）から直々に銃の扱いを学んでおり、幻魔を相手にして真っ向から立ち向かえる。さらに信長の姪に当たるため、並の幻魔を超越する幻魔王の血が流れており、覚醒時に「魔殻蟲」を出現させての攻撃が可能になる。
ロベルト・フロイス
声 - 羽多野渉
イスパニア人の父と日本人の母の間に生まれた宣教師。ルイス・フロイスの養子。
秀吉の九州征伐により戦災孤児になるが、フロイスに保護され養子となる。しかし、フロイスに裏切られ、多くの同胞を失ったことから、憎しみに囚われた復讐の鬼と化す。
ルイスが再び現れると考えわざと地下牢に捕らえられていたが、蒼鬼と天海が助けに来てしまったことで作戦が台無しにされたとして襲い掛かってきた。復讐の矛先が蒼鬼たちと共通するところにあったため行動を共にするようになる。
かなり大柄な体格であることに加えて、ルイス・フロイスの手によって腕に「破魔の勾玉」を埋め込まれているため、拳による打撃で幻魔を倒すことが可能。天海いわく、その力が秀吉の野望を阻止するために必要不可欠な存在となるらしい。
また、当初は迫害してきた日本人への憎しみからイスパニア語でしか話そうとしなかったが、蒼鬼たちとの関わりによって考えを改め日本語で話すようになり、友好を深めるようになる。
武器は手甲。
南光坊天海
声 - 石川英郎
比叡山延暦寺に住む謎の僧。63歳。その正体は『1』と『3』の主人公である明智左馬助。実在の僧としての天海には、明智光秀かその縁の者と言う説があり、設定もそれに則っている。『3』では鬼の力により『1』の時代と変わらぬ若さを保っていたが、同作では長い白髪に変化しているほか、天海自身の台詞から鬼の力を封印したことが明らかになっている。豊臣秀吉の野望を知り、それを阻止するため鬼の力を持つ者を探す旅へ出る。篭手は以前と同じ物を装備している（ただし形や色が異なっている）が、僧としての修行を積んだため篭手がなくても幻魔の魂を封じ込めることができる。魂がまだ残っている死者と会話ができ、ヒントを得たりアイテムをもらうことができる。
左馬介としてはゲーム中に手に入る書物や登場人物の会話で名前や存在のみ登場。また、幻魔王であるフォーティンブラスと織田信長を倒したことから彼の存在は伝説的なものとなり、世間からは「伝説の赤き鬼武者」と呼ばれている。
みの吉
声 - 玉川紗己子
蒼鬼と行動をともにするみの一族の子供。十兵衛からは「みのちゃん」と呼ばれている。
鬼武者の英雄談を聞かされて育っており、鬼武者を含めた「侍」という存在に純な憧れを抱いていた。
蒼鬼の鬼神の如き戦いぶりに魅了され、それからというもの常に彼と行動を共にするようになった。
空間移動などの不思議な力を持っている。
阿倫（ありん）
声 - 早川いほ
比叡山の寺に住む、自称・お茶目でかわいい尼僧。鬼や幻魔については精通した知識を持っている。
天海とは古くからの知り合いでもあり、ずっと昔から共に幻魔と戦っていた。
その正体は人間になり尼僧となった阿児。『3』でも条件を満たしてクリアすると、人間版の阿児が見られる。
淀君
声 - 横尾まり
本名を茶々といい、お初の姉に当たる。お市の長女である。『2』のお市の口からは3姉妹はお市の義理の娘であることが語られたが、新ではお初は信長の血を引いている設定になっている。
母であるお市の夫・柴田勝家を戦で殺した男の寵愛を受けることで戦国が終わるならと、あえて秀吉の側室になるほど心根の優しい性格だったが、秀吉の覚醒と共に、夫の行う政策に異を唱える秀吉の実母・大政所や正妻・北政所を抑え付け、嫡子・秀頼の生母としての権力を振りかざす様になる。
その正体は高等幻魔オフィーリアであり、本物の淀君は幻魔に捕らえられていた。
みのおやじ
声 - 永野善一
名前だけ再登場の際には、伝説の赤き鬼武者と出会ったことで一躍有名になり、子供を身籠もった女と結婚するらしい。
明智光秀
史実通り既に亡くなっており、彼を弔った明智塚が京の都に登場する。ここでは光秀の魂がある重要な役割を果たす。
柳生十兵衛
柳生一族の頭領として名前のみ登場。鬼ノ目を持つ女性と結婚した模様。
雑賀孫市
隠居後にお初に鉄砲を教えた師匠として名前のみ登場。この時の頭領は彼の名を継いだ2代目雑賀孫市である。
ジャック・ブラン
阿倫の口から「かつて共に戦った西洋人の鬼武者」として、彼の存在が語られている。

### 幻魔の勢力
フォーティンブラス
秀吉と高等三幻魔によって秀吉の子である秀頼を触媒に、再び『1』と同じ姿で現世に蘇る。しかし信長の魂を封じ込めた鬼の篭手を使い極限鬼武者へと覚醒した蒼鬼に倒され、真の姿を現す。
白い紳士
声 - 増谷康紀
最終ボス。蒼鬼の前に現れる謎の男。当初その正体は蒼鬼以外には見ることはできなかったが、天海は気配を感じ取ることはできていた。その正体は幻魔王フォーティンブラスの真の姿であり、黒き鬼と対をなす白き龍。懐中時計を愛用しており、戦うときは背中から翼を生やす。
礼儀正しくも尊大な言動であり、自分に従わない者は容赦しない。その性分故、蒼鬼からは「ただの小さい小悪党」と呼ばれた。最期は蒼鬼たちの絆の力によって討たれる。

オズリック
名護屋城に彼が鬼の一族を踏みつけている姿を象った銅像で登場。
ガルガント
声 - 三宅健太
鬼屋敷の最後の階に登場する。
クローディアス
声 - 若本規夫
石田三成と同化していた巨大なムカデ型の幻魔。
ギルデンスタン同様、創造神と並んではるか昔より存在していた高等幻魔であり、「幻魔宰相」の異名を取る高等三幻魔の一体。
天海がまだ明智左馬介として信長を追い続けていたときから、何度か戦っていたらしい。
空中を縦横無尽に飛び回り、敵に向かって巨体を活かした突進攻撃を仕掛ける。
伏見城道中にて、天海に倒される。
ローゼンクランツ
宣教師ルイス・フロイスに憑依し、恐るべき実験を繰り返していた巨大な蠅の幻魔。
「幻魔学士」の異名を取る高等三幻魔の一体で、ギルデンスタン亡き後の造魔創造者的な存在。
ギルデンスタンとは異なり造魔や実験体のことを「私の実験動物」と呼び、それはロベルトに対しても同様だった。
空を自在に飛び回り、雷玉や毒ガスを撒き散らす。
伏見城道中にて再戦し、ロベルトに倒される。
オフィーリア
声 - 横尾まり
邪気を操り、他人を洗脳する術に長けた「幻魔巫女」の異名を取る蛾に似た高等三幻魔の一体。攻撃対象をすばやい動きと瘴気で幻惑する。
幻魔母樹を作り出す際にその核にされた淀君に変化して（お初など、秀吉を除いた皆に対して）なりすまし、秀吉を監視していた。
伏見城大橋にてお初に敗れる。その後幻魔母樹に串刺しにされ絶命する。
豊臣秀吉
声 - 大川透
信長亡き後天下を統一。妖星の出現と共に幻魔の力に目覚め、かつての主君・信長と協力関係にあった幻魔たちと結託。天下統一の後、世界の王になるという己の欲望のために幻魔の力を解き放つ。幻魔の力を吸収し、不死身の肉体を手に入れる。
幻魔蟲を生み出す「桜」こと幻魔樹を京・醍醐寺に集め、醍醐の花見なる計画を企てる。伏見城での最終決戦では天守楼にて大甲冑秀吉に乗り込み蒼鬼と戦うものの敗北し、オフィーリアに見捨てられた挙句最後はオフィーリアが支配していた淀君の身体を取り込んだ幻魔母樹に自身も取り込まれる。幻魔母樹が倒された後、自分は幻魔の道具でしかなかったことを悟り蒼鬼たちに看取られながら静かに息を引き取る。
大甲冑秀吉
秀吉の最後の切り札。機械仕掛けの甲冑には右手に装備された大太刀の他に、機関銃などが搭載されている。蒼鬼に破壊される。

石田三成
声 - 若本規夫
秀吉に昔から仕えてきた家臣。秀吉の命で極秘にイスパニア政府と共に幻魔の研究を行っていた（ルイス・フロイスですら、ローゼンクランツに意識を乗っ取られ始めるまでこのことを知らない）が、幻魔の魅力に傾倒し、幻魔を世界に解き放った。自身は高等三幻魔の一匹クローディアスに自身と同化させ、強大な力を得た。忠実な重臣だが、幻魔に関して否定的な考えを有している左近に対しては警戒しており、オフィーリアと共に戦闘兵器へと改造する。そのためか堺の海でおぼれた左近を助けようともせず、「あんなもの所詮失敗作です」と言い放った。だが自力で海から這い上がった上に天海の手によって人間としての意思を完全に取り戻した左近によって腹を大槍で突かれ、最終的に体からクローディアスは離れた。
主君・秀吉の野望を知った天海とは幾度と無くぶつかり合う。また、オープニングでの本人の台詞から天海の正体がかつて主君・秀吉と対峙した過去を持つ鬼武者・明智左馬介だということを知っている模様。物腰は丁寧だが打算的で冷酷非情。
塙団右衛門
声 - 飯塚昭三
元々信長の家臣だったが、秀吉が全国を統一した後は秀吉に仕えるようになった。蒼鬼が結城秀康として大陸に出兵していた当時は彼も大陸で戦っていたが、血達磨団右衛門の異名そのままの戦いぶりは蒼鬼にとってあまり良いものではなかったらしい。その後桜こと幻魔樹を駿河の砦へ移送する最中、原の宿場にて桜狩りを行っていた蒼鬼と遭遇し闘うが敗れて死亡する。幻魔蟲を食べて幻魔化しており大鉈による攻撃のほか火炎の衝撃波を放ってくる。金剛や森羅と同系列の敵である。
島左近
声 - 三宅健太
三成の忠実な家臣で赤い穂先の大槍を軽々と振るう猛将。幻魔蟲を頑として跳ね除け続け、幻魔化はしなかったが三成とオフィーリアの手によって意思すら持たない戦闘兵器と化す。三度目の闘いで蒼鬼と天海に浄化され、正気を取り戻す。
柳生宗矩
声 - 藤原啓治
柳生十兵衛茜の叔父。実父の柳生石舟斎を憎んでいる。普段は眼帯で隠しているが、茜同様、鬼ノ眼を持っている。この眼は幼少時代に父・石舟斎に植え付けられた実母の眼。事故で瀕死の重傷を負った当時の宗矩を助けるための救命処置だったのだが、結果としてこの事件が宗矩が石舟斎を憎む一因となる。
柳生の裏の型を使いこなす達人で、その技量は茜を上回るほど。ただ彼自身は石舟斎を憎んでおり、それと同じく柳生の剣術も嫌っている。蒼鬼いわく「坊主憎けりゃ袈裟まで憎い」。そのため刀を抜くときはいかにも嫌々そうに「剣術は嫌いなんだがな」と語る。また、茜に対しては柳生一族における敬称でもある「十兵衛」と呼ぶことは一切せず、劇中では小馬鹿にした口調で「御高説痛み入ります、柳生茜殿」と言い放っている。
柳生の庄を出奔した後は秀吉に仕えているが、その目的は天下人となること。ゆえに忠誠心は低く、好き勝手にやっている。最後は茜との一騎討ちに敗れる。だがしぶとく生き延び、その後フォーティンブラスに制裁を加えられるがエピローグにて生存していることが茜の口から明らかとなる。
ルイス・フロイス
声 - 佐藤正治
キリスト教と西洋医学の流布に来日したイスパニアの医師で、ロベルトら27人の養子たちを育てた心優しい宣教師でもあった。しかしある時高等三幻魔の一匹であるローゼンクランツに取り込まれ、ロベルト以外の26人の養子を殺してしまった。
しかし完全には支配されていないようで、時折本来の人格が蘇り、意識が自身の物である時ロベルトの腕に破魔の勾玉を隠し最後の希望を託した。蒼鬼たちに敗れて落下してきたクローディアスの爆発に巻き込まれ、ローゼンクランツを残して死亡する。

## 開発
2005年4月にカプコンのホームぺージにプレサイトがオープンした。
2005年5月18日から開催されたElectronic Entertainment Expoにプレイアブル出展された。日本では同年9月16日から開催された東京ゲームショウ2005において、オープニングCGムービーが上映されたほか、プレイアブル出展され、ステージイベント「新 鬼武者　ズバババッサリ蒼ステージ・赤ステージ」が開演された。
2005年11月9日に行われた完成披露会において、エグゼクティブプロデューサーの稲船敬二は『鬼武者』が1月に発売されたことから、本作も1月に発売に発売すると発表した。
また同披露会において、プロデューサーの小野義徳は前3作までのアクションに加えて、武器の種類の増加やアイテム売買などRPGの要素を取り入れたことで、作品のボリュームや内容を求めるユーザーに訴求できる点を説明した。

### 制作スタッフ
- エグゼクティブプロデューサー：稲船敬二
- プロデューサー：小野義徳
- ディレクター：木村幸一
- シナリオ：山下宏
- メインプログラマー：池田修
- モーションデザイナー：林毅
- 背景モデルデザイナー：岩崎弘典
- イベントデザイナー：中村良一
- サウンドディレクター、メインサウンドデザイン：遠藤正
- ミュージックコンポーザー：深澤秀行
- エフェクトデザイナー：竹中亮

## 評価
2006年には米国ハリウッドのMotion Picture Sound Editorsが主催する「The 53rd Annual M.P.S.E. Golden Reel Awards」において、コンピューターエンターテイメント部門最優秀賞を受賞した。
2008年にはコンピュータエンターテインメント協会が主催する「CEDEC2008」において、ゲーム技術開発賞「CEDEC AWARDS」のサウンド部門にノミネートされた。

## 関連商品
- 『新 鬼武者マガジン』2005年9月16日、カプコン、ISBN 4906582958
- 『新 鬼武者 DAWN OF DREAMS 公式ファイナルガイド』2006年、エンターブレイン、ISBN 4757727224
- 『新 鬼武者 DAWN OF DREAMS ザ・マスターガイド』2006年、メディアワークス、ISBN 4840233799
- 『新 鬼武者 DAWN OF DREAMS 攻略奥義・秘伝ノ書』（講談社ゲームBOOKS）、2006年、講談社、ISBN 4063672220
- 『新 鬼武者 DAWN OF DREAMS オフィシャルコンプリートガイド』2006年、カプコン、ISBN 4862330223
- 『新 鬼武者 DAWN OF DREAMS オフィシャルコンプリートワークス』2006年3月30日、カプコン、ISBN 486233041X
- 『新 鬼武者 DAWN OF DREAMS スペシャルパック』カプコン（セルピュータレーベル）、2006年5月31日
  - サウンドトラックCDと映像作品『新 鬼武者 THE STORY』を収録したUMD Videoのセット品[29][30]。
- 『新 鬼武者 DAWN OF DREAMS THE STORY』2006年7月26日、DVD

## 関連作品

### 小説
- 『新 鬼武者 悲劇の暴君、豊臣秀次』（中里融司著、2006年6月30日、カプコン、ISBN 4862330584）
  - 『新』ゲーム本編より少し前の天海をメインに描く。

### 漫画
- 『新 鬼武者 NIGHT OF GENESIS』（大崎充著、カプコン）
  - 時系列は『3』後かつ『新』の直前。2巻の結末は物語の続きを予期させる展開となっているが、続刊には至っていない。
  - 壱（2005年12月22日、ISBN 4862330193）
  - 弐（2006年6月30日、ISBN 4862330568）
- 『新 鬼武者 TWILIGHT OF DESIRE』（矢口岳著、2006年1月31日、メディアファクトリー、ISBN 4840113548）
  - 時系列は『3』と『新』の中間。『悲劇の暴君、豊臣秀次』と同様に天海をメインとした外伝だが、同小説とは展開に若干の差異があり、『新』本編には出番の無い過去シリーズの人物や高等幻魔も登場する。

### ラジオ番組
- 新鬼武者プロジェクトプレゼンツ 赤鬼のパンツ!青鬼のパンツ!
  - 2005年4月2日から2006年4月1日まで放送された。
  - ラジオ内で放送されたドラマは以下がCD化された。
    - 『新 鬼武者 〜結城秀康地獄変〜』（2006年1月25日、ソニー・ミュージックディストリビューション、カプコン）
    - 『新 鬼武者 〜柳生十兵衛 茜の旅立ち〜』（2006年2月22日、ソニー・ミュージックディストリビューション、カプコン）
    - 『新 鬼武者 〜始動する物語〜』（2006年3月29日、ソニー・ミュージックディストリビューション、カプコン）

### 翻案作品の登場人物
蒼鬼
CDドラマでは、実母・於万の方が鬼の血を引いていたと語られている。また、愛刀の大太刀・山河慟哭は於万の方が蒼鬼に残していったもので、彼女自身は行方不明になっている。
ロベルト・フロイス
フルネームはロベルト・ザビア・フロイス（ラジオドラマより）。
南光坊天海
漫画『TWILIGHT OF DESIRE』では信長を封じ込めた鬼の篭手を巡り、幻魔の力を手に入れた豊臣秀次との戦いに巻き込まれる。また、かけがえのない存在だったかえでの姿を模した造魔とも出会い、左馬介時代の過去も描かれる。鬼の篭手の半分を取り込んだ秀次との最終決戦では、捨て身の行動により彼の体内で篭手を元に戻し、天海として再び鬼武者に変身して彼を倒した。
かえで
ゲームでは天海（左馬介）の台詞で名前のみ登場する。
漫画『TWILIGHT OF DESIRE』では左馬介と旅を続けていたものの、『3』までの間にガルガントとの戦いで命を狙われた彼を秀吉の火縄銃による狙撃から庇って死亡したという設定になっている。同漫画では彼女の姿を模した造魔が登場しており、天海はかえでを「かけがえのない最愛の女性だった」と語っている。
みのおやじ
ドラマCDで本名はみの五郎と判明。
柳生十兵衛
『NIGHT OF GENESIS』の様子から、柳生の庄に戻った後に鬼の力を封印したことが明らかになっている。なお同作では、左馬介（天海）とは親友のように仲が良い描写がされている。孫娘の柳生十兵衛茜に、一族を裏切って出奔した息子・柳生宗矩の討伐を託す。
豊臣秀吉
漫画版の『TWILIGHT OF DESIRE』では、天下統一において手にあまる幻魔を封印していたが、秀次の乱で幻魔の力の凄まじさを思い出し、大陸侵攻のために再び幻魔を利用することを決めた。
『NIGHT OF GENESIS』や『ドラマCD』では、豹変する前の秀吉は決して無駄な殺戮や戦争をするような人間ではなかったと蒼鬼やお初の口から語られている。
石田三成
『ドラマCD』の「それゆけサン=フェリペ号」の回では地味で個性の無い「田石成三」という商人に扮してサン=フェリペ号に乗り込み、蒼鬼たちの暗殺を目論むが全体的にコミカルな描写で描かれている。
風魔小太郎
ドラマCD「始動する物語」で名前のみ登場。秀吉による小田原城攻めで主である北条家が滅亡した後に行方不明になったことが、風魔の忍からお初に知らされている。
おたあ
声 - 望月久代
登場作品 - 『ドラマCD』
蒼鬼が大陸で保護した少女。蒼鬼の弱みとなる存在として秀吉に拉致されてしまい、伏見城に監禁されるが蒼鬼に救出されて小西行長に預けられる。
三太郎
声 - 木内秀信
登場作品 - 『ドラマCD』
妻のアヤメと宿を切り盛りしていた男性。豊臣家に狙われる蒼鬼とおたあを匿っていたが、三成に殺害される。
アヤメ
声 - 陰山真寿美
登場作品 - 『ドラマCD』
夫の三太郎と宿を切り盛りする心優しい女性。豊臣家に狙われる蒼鬼とおたあを匿っていたが、三太郎の子を妊娠していたために妖星の導きに誘われ、幻魔樹に埋め込まれてしまう。最後は蒼鬼の手で死ぬことを願い、幻魔樹ごと焼かれて命を落とした。
徳川家康
声 - 長嶝高士
登場作品 - 『ドラマCD』、『NIGHT OF GENESIS』
ゲームでは名前のみ登場。
豊臣政権の五大老の一人にして蒼鬼の実の父親。蒼鬼の母が鬼の一族で、その血を継いでいたことから徳川家の災いとならないために秀吉への養子に出した。家のためとはいえ、家康なりに罪悪感は感じていたようである。
『NIGHT OF GENESIS』では信長や秀吉のように幻魔の力に手を染めた者は必ず破滅すると息子の秀忠や忠吉に語っており、徳川が天下を取るための画策をしていた。また、ドラマCDの描写と違って蒼鬼を目障りな存在と思い、秀吉よりも先に徳川の手で始末しようとしていた冷酷非情な一面が描かれている。
庄田慶介
声 - 小野大輔
登場作品 - 『ドラマCD』、『NIGHT OF GENESIS』
石舟斎の側近の侍で茜からは庄田の兄ちゃんと呼ばれている。
『NIGHT OF GENESIS』では十兵衛の名を継ぐ継承戦で茜の勝利を見届けたが、宗矩による柳生の庄襲撃の際に宗矩の凶刃から石舟斎を庇って死亡する。
木村助九郎
声 - 本名陽子
登場作品 - 『ドラマCD』、『NIGHT OF GENESIS』
柳生の庄で茜と一二を争う実力を持つ少年。ドラマCDでは茜に想いを寄せている描写がある。
木村小春
声 - 岡村明美
登場作品 - 『ドラマCD』
助九郎の姉で弟想いの女性。密かに茜に恋慕する助九郎の気持ちに気づいており、度々世話を焼いていた。柳生の庄が幻魔の軍勢に襲われた際に幻魔蟲に取り付かれて正気を失い、自分の父と母を斬殺してしまう。最後は助九郎に涙を飲んで斬られた。
柳生厳勝
声 - 竹本英史
登場作品 - 『ドラマCD』、『NIGHT OF GENESIS』
石舟斎の長男で茜の父親。宗矩の凶行によって重傷を負い、それ以降は剣の道から身を引いていた。ドラマCDでは幻魔蟲に取り付かれ、茜と石舟斎に襲い掛かるが天海の鬼の籠手による浄化で正気に戻った。
風魔の忍
声 - 津田健次郎
登場作品 - 『ドラマCD』
北条氏が滅亡したことで先代頭領の小太郎不在後の風魔衆を率いる忍。先代小太郎がお初の母のお市（オユウ）に命を救われていたことをお初に語っている。部下の忍（声 - 本田貴子）と共に秀吉の実子の秀頼を人質に取って豊臣政権の打倒を目論むが、お初の必死の説得に応じて秀頼の身柄をお初に返した。しかし密かに軍勢を忍ばせていた三成の騙し討ちに遭い命を落とす。この事件でお初は豊臣家への強烈な不信感を抱き、離反の意を決した。
雛菊
登場作品 - 『TWILIGHT OF DESIRE』、『NIGHT OF GENESIS』
元武家の娘で彼女の一座の乙葉（いっか）、双葉（ふたば）、充樹（みっか）の三つ子とともに、河原者として芸を生業に生計を立てていた。
阿倫と手を組み、聚楽第で命を張った大舞台を演じて幻魔との戦いに身を投じる。人間でありながら多節槍を武器に下等幻魔や中等幻魔相手ならば引けを取らない戦闘能力を持つ。かつて細川ガラシャの侍女であり、彼女を実の母のように慕っていた。のちに阿倫から出雲阿国の名を譲り受ける。
阿国の名を継いでからは『新』のゲーム本編で茜との会話でかつて茜と行動を共にしており、彼女から親友と言われるほどの関係になっていることが判明している。
『NIGHT OF GENESIS』にも登場しており、天海と再会を果たし、親友である茜との再会に思いを馳せていた。実力は中等幻魔の中でも上位に位置するオズリックを瞬殺するほどの高みに達している。
徳川秀忠
登場作品 - 『NIGHT OF GENESIS』
徳川家の三男。青白とした細身の男で、兄の蒼鬼に劣等感を抱いている。常に親指の爪を噛む癖がある。徳川家の後継者となるために蒼鬼の暗殺を半蔵ともう一人の天海に命じる。
松平忠吉
登場作品 - 『NIGHT OF GENESIS』
徳川家の四男。秀忠からは賢しらぶった弟と忌々しく思われている。
服部半蔵
登場作品 - 『NIGHT OF GENESIS』
徳川家に代々仕える忍。剽軽とした性格だが、その本性は陰湿で残忍。蒼鬼に敗れたジュジュを連れ帰ろうとするも彼女に部下を皆殺しにされてしまう。
もう一人の天海
登場作品 - 『NIGHT OF GENESIS』
家康に仕える謎の僧侶。『新』の天海と瓜二つの外見をしているが別人であり、なぜ同じ見た目なのかは不明。秀忠による蒼鬼暗殺の命令を受けて牢獄からジュジュを解き放つ。
ギルデンスタンを彷彿とさせるマッド・サイエンティストの気質で、かつて幻魔王と謳われた信長を例に挙げて、人間も幻魔も超えた新たなる創造物の誕生を目論んでいる。
ジュジュ
登場作品 - 『NIGHT OF GENESIS』
蒼鬼の命を狙い、突如襲撃してきた少女。先端に刃を仕込んだ大傘とマントの下の体中に巻き付けた無数の鎖付き刃を武器に戦う。傍には幻魔であるギンファが常に離れず付き添っている。
その正体は若かりし頃のジュジュドーマと人間の侍らしき男性との間に生まれた半妖。武器である番傘・大潮（改）は母であるジュジュドーマの形見である。
普段は聚楽第跡の地下の牢獄に幽閉されているが、蒼鬼を暗殺するためにもう一人の天海の命令で蒼鬼の暗殺に向かうが返り討ちにされる。しかし人間は斬らないことを信念とする蒼鬼に見逃され、服部半蔵たちに連れ戻されそうになるもかつて人間の慰み者にされていたトラウマが蘇り、半蔵の部下たちを皆殺しにしてギンファとともに逃亡した。
人形のように無感情に見えるが半妖であることにコンプレックスを抱いており、幻魔に襲われていた人間の娘たちを助ける一面もある。
くいな
登場作品 - 『NIGHT OF GENESIS』
旅の途中の茜を賊と勘違いして斬りかかってしまった目が不自由な少女。傍にはいつも数匹の狼が付き添っている。幻魔に襲われた里を茜に助けてもらい、別れの際には山茶花を模した首飾りを送っている。
武蔵
登場作品 - 『NIGHT OF GENESIS』
自称「鬼武者」を名乗る二刀流の木刀使いの青年。茜が道中で立ち寄った里で、腕試しのために屈強な男たちを倒していたところ、宗矩と勘違いした茜と戦う。
「打たれ強さがウリ」と自負するほど頑強な肉体と怪力を併せ持ち、茜を苦戦させた。「旋風丸」や「土荒槌」や「烈火剣（没ネームだが）」など、石舟斎の鬼戦術と同じ名前の技を使う。最終的には茜に敗北し、その際は風呂上りで全裸の茜の姿を見て鼻血を出して倒れた（武蔵は最初は茜を女顔の男と思っていた）。
その直後、里を襲撃した幻魔に怖気づき逃げようとするが茜から「ニセモノ」の鬼武者と呼ばれてしまう。彼が鬼武者を自称していたのは乱世を生き延びるために強さの象徴である鬼武者に憧れていたからであったが、本物の鬼武者である茜の戦いを見て、それまで自分が拠り所にしてきたものが夢幻であったことを思い知らされる。しかし心だけは鬼武者であると信じ、茜に加勢して幻魔たちを殲滅する。
その後は勝手に茜の相棒を自称し、彼女とともに大阪への旅に同行する。
吉岡伝七郎
登場作品 - 『NIGHT OF GENESIS』
豊臣家に仕える吉岡一門の剣客。かつて淀君とお初の恩寵により命を救われていた過去を持つ。
ギルデンスタン
漫画『TWILIGHT OF DESIRE』においては復活を果たすが、天海に再び倒された。
豊臣秀次
登場作品 - 『TWILIGHT OF DESIRE』
ゲームでは名前のみ登場。
豊臣秀吉の姉・智子の息子で、叔父にあたる秀吉の養子となり、実子・鶴松の死後関白職を譲られる。しかし秀吉の実子・秀頼が生まれると、用済みとなった自身は切腹を命じられるのではないかと危機感を抱くようになったが、家臣・木村常隆介から「秀吉への謀反」の話をそそのかされたことで彼に反発するようになる。それに合わせたかのように現れた高等幻魔・オフィーリアから「全てを手に入れられる強さ」の言葉に乗り、幻魔としての力を手に入れると同時に幻魔王・織田信長が封印された鬼の篭手を手に入れるため篭手が封印されている比叡山延暦寺を襲撃。幻魔が踏み込めない強大な結界が張り巡らされていると知ると、それを破ることができる人間の軍を使って侵入し、かつての篭手の所持者で延暦寺の僧・南光坊天海（明智左馬介）と対峙する。
延暦寺の戦いでは天海の力の前に敗れそうになるが、ギルデンスタンが放ったかえでの姿を模した造魔の助けもあり、油断した天海を襲って鬼の篭手を強奪。篭手に封印された信長の力を解放し、圧倒的な力で天海を倒す。しかし篭手は阿倫と逃走した天海の捨て身の行動で半分に割られており、いずれ彼が残りの篭手の半分を取り戻しにくると判断し、自身の居城・聚楽第で待ち構える。
聚楽第での最終決戦では比叡山の戦いと同様、信長の力を解放して天海を追いつめるが、捨て身の行動を起こし秀次の体内で篭手を元に戻した天海が鬼武者に変身したことで敗北。土壇場で詰めの一手を打ち損ねたのは全くもって自分らしいと笑いながら死亡した。秀次の死後、彼の正室・側室・子供の39人は忠実と同じく京都の三条河原で虐殺され、彼の居城だった聚楽第も豊臣軍によって破壊されたが、その跡地には徳川家の屋敷が建設された（『NIGHT OF GENESIS』より）。また、地下は幻魔界に繋がっている描写がある。
前野景定
登場作品 - 『TWILIGHT OF DESIRE』
秀次の側近の侍。かつて「武士の道を織る者」と謳われた高名な人物だったが、秀次への忠義のために幻魔の力に手を染める。雛菊との戦いでは幻魔の力で彼女を圧倒するも、最後は救援に駆けつけた天海の手で討たれた。
加藤清正
声 - 岩崎征実（ドラマCD）
登場作品 - 『ドラマCD』、『NIGHT OF GENESIS』
ゲームでは巻物で名前のみ登場。
秀吉配下の武将。『ドラマCD』や『NIGHT OF GENESIS』では斬馬刀を携え、幻魔蟲を取り込んで幻魔兵になって蒼鬼と戦った。
小西行長
声 - 太田哲治
登場作品 - 『ドラマCD』
豊臣家家臣の大名で蒼鬼とは旧知の仲。蒼鬼と秀吉の確執を知りながらも彼の願いを聞き入れ、おたあの保護を引き受けた。